# Attentato di Buenos Aires del 1994
L'attentato di Buenos Aires o attentato dell'AMIA (in spagnolo Atentado a la AMIA) è stato un attentato terroristico commesso il 18 luglio 1994 alle 9:53 davanti l'Asociación Mutual Israelita Argentina (acronimo AMIA') a Buenos Aires, in Argentina.

## Storia
Il 18 luglio 1994 un furgone carico di tritolo esplose nel parcheggio seminterrato dell'edificio ospitante gli uffici dell'Associazione Mutualità Israelita Argentina (AMIA) e della Delegazione delle associazioni israelite argentine. L'edificio crollò causando 85 vittime e oltre 300 feriti. Si trattò del più grave attentato della storia argentina. L'Argentina ospita una comunità ebraica di 230.000 persone, la più grande dell'America Latina e la sesta più grande del mondo al di fuori di Israele. Viene inoltre ricordato come il più feroce attentato di sempre contro la comunità ebraica argentina, la più numerosa di tutta l'America Latina. Il governo argentino, in seguito alle indagini dell'autorità giudiziaria anche a carico di membri dello stesso, affermò la probabile responsabilità del gruppo di Hezbollah.

## Strascichi
Nel corso degli anni, l'attentato all'AMIA è stato caratterizzato da accuse di insabbiamento. Tutti i sospettati della "connessione locale" (tra cui molti membri della polizia della provincia di Buenos Aires) sono stati dichiarati non colpevoli nel settembre 2004. Nell'agosto 2005, il giudice federale Juan José Galeano, che si occupava del caso, è stato sottoposto a impeachment e rimosso dal suo incarico con l'accusa di "gravi irregolarità" nella gestione delle indagini. Nel 2005, il cardinale Jorge Mario Bergoglio, il futuro Papa Francesco, è stato la prima personalità pubblica a firmare una petizione per chiedere giustizia nel caso dell'attentato all'AMIA. È stato uno dei firmatari di un documento chiamato "85 vittime, 85 firme" nell'ambito dell'11º anniversario dell'attentato.
Il 25 ottobre 2006, i procuratori argentini Alberto Nisman e Marcelo Martínez Burgos accusarono formalmente il governo iraniano di aver orchestrato l'attentato e il gruppo paramilitare islamista libanese Hezbollah di averlo eseguito. Secondo le tesi dell'accusa nel 2006, l'Argentina era stata colpita dall'Iran dopo la decisione del governo di Buenos Aires di sospendere un contratto per il trasferimento di tecnologia nucleare a Teheran. Ciò è stato contestato in quanto il contratto non è mai stato rescisso e l'Iran e l'Argentina stavano negoziando il ripristino della piena cooperazione su tutti gli accordi bilaterali dall'inizio del 1992 fino al 1994, quando è avvenuto l'attentato.
Nel 2015 il procuratore Nisman ha presentato un documento di 300 pagine in cui accusava l'ex presidente argentina Cristina Fernández de Kirchner di aver coperto il ruolo dell'Iran nell'incidente. Tuttavia, Nisman è stato assassinato poche ore prima di dover testimoniare contro l'ex presidente, il che, secondo la Corte Federale di Buenos Aires, è una "conseguenza diretta" delle accuse di Nisman contro la Kirchner. Nel 2017, il giudice argentino Claudio Bonadio ha accusato la Kirchner di tradimento e ha chiesto al Senato argentino di autorizzare il suo arresto e il processo per la presunta copertura del coinvolgimento iraniano nell'attentato del 1994. Nel 2021, il processo contro la Kirchner è stato unanimemente dichiarato legalmente nullo da un tribunale federale argentino il quale ha ritenuto che non vi fosse stato alcun illecito da parte della Kirchner.
Il 18 luglio 2007 è stato commemorato il 13º anniversario dell'attentato. Oltre a mostre e cerimonie a livello nazionale, le stazioni radiotelevisive e le auto della polizia di tutta l'Argentina hanno suonato le sirene alle 9:53, ora in cui è avvenuto l'attentato all'AMIA. Nel 2019 il governo argentino ha ufficialmente definito Hezbollah come organizzazione terroristica.